# Едикт от Амбоаз
Едиктът от Амбоаз (на френски: Édit d'Amboise) е законов акт на френското правителство, с който се слага край на първата от Религиозните войни във Франция. Той е първият от „едиктите на помиряването“ – жест на толерантност към миноритарната протестантска вяра във Франция.